# Gran Premio del Giappone 1998
Il Gran Premio del Giappone 1998 fu il sedicesimo e ultimo appuntamento della stagione di Formula 1 1998. Disputatosi il 1º novembre sul Circuito di Suzuka, ha visto la vittoria di Mika Häkkinen su McLaren, seguito da Eddie Irvine e da David Coulthard. È stata l'ultima partecipazione a un Gran Premio di Formula 1 per Shinji Nakano, Ricardo Rosset ed Esteban Tuero, per le gomme Goodyear e, tra i team, per la Tyrrell.

## Qualifiche
Già dalle qualifiche i due rivali nella lotta al titolo iridato Häkkinen e Schumacher monopolizzano l'attenzione dando vita ad un duello a suon di giri veloci che non consente a nessun altro di inserirsi: alla fine è il tedesco della Ferrari a spuntarla per poco più di un decimo e mezzo. Da notare i pesantissimi distacchi accusati da tutti gli altri: Irvine è a quasi 2 secondi dal compagno di squadra mentre Rosset non riesce nemmeno a qualificarsi.

### Classifica
I risultati delle qualifiche sono stati i seguenti:
| Pos                         | Nº | Pilota                | Costruttore         | Tempo    | Distacco |
| --------------------------- | -- | --------------------- | ------------------- | -------- | -------- |
| 1                           | 3  | Michael Schumacher    | Ferrari             | 1'36"293 |          |
| 2                           | 8  | Mika Häkkinen         | McLaren-Mercedes    | 1'36"471 | +0"178   |
| 3                           | 7  | David Coulthard       | McLaren-Mercedes    | 1'37"496 | +1"203   |
| 4                           | 4  | Eddie Irvine          | Ferrari             | 1'38"197 | +1"904   |
| 5                           | 2  | Heinz-Harald Frentzen | Williams-Mecachrome | 1'38"272 | +1"979   |
| 6                           | 1  | Jacques Villeneuve    | Williams-Mecachrome | 1'38"448 | +2"155   |
| 7                           | 10 | Ralf Schumacher       | Jordan-Mugen-Honda  | 1'38"461 | +2"168   |
| 8                           | 9  | Damon Hill            | Jordan-Mugen-Honda  | 1'38"603 | +2"310   |
| 9                           | 6  | Alexander Wurz        | Benetton-Playlife   | 1'38"959 | +2"666   |
| 10                          | 5  | Giancarlo Fisichella  | Benetton-Playlife   | 1'39"080 | +2"787   |
| 11                          | 15 | Johnny Herbert        | Sauber-Petronas     | 1'39"234 | +2"941   |
| 12                          | 14 | Jean Alesi            | Sauber-Petronas     | 1'39"448 | +3"155   |
| 13                          | 11 | Olivier Panis         | Prost-Peugeot       | 1'40"037 | +3"744   |
| 14                          | 12 | Jarno Trulli          | Prost-Peugeot       | 1'40"111 | +3"818   |
| 15                          | 17 | Mika Salo             | Arrows              | 1'40"387 | +4"094   |
| 16                          | 18 | Rubens Barrichello    | Stewart-Ford        | 1'40"502 | +4"209   |
| 17                          | 21 | Toranosuke Takagi     | Tyrrell-Ford        | 1'40"619 | +4"326   |
| 18                          | 16 | Pedro Diniz           | Arrows              | 1'40"687 | +4"394   |
| 19                          | 19 | Jos Verstappen        | Stewart-Ford        | 1'40"943 | +4"650   |
| 20                          | 22 | Shinji Nakano         | Minardi-Ford        | 1'41"315 | +5"022   |
| 21                          | 23 | Esteban Tuero         | Minardi-Ford        | 1'42"358 | +6"065   |
| Tempo limite 107%: 1:43,034 |    |                       |                     |          |          |
| NQ                          | 20 | Ricardo Rosset        | Tyrrell-Ford        | 1'43"259 | +6"966   |

## Gara
Il finlandese Mika Häkkinen si presenta a Suzuka con 4 punti in più di Michael Schumacher, che potrebbe riportare il titolo mondiale a Maranello dopo ben 19 anni. La partenza venne eseguita tre volte: nella prima occasione la Prost di Jarno Trulli si spegne e la procedura venne ripetuta con un nuovo giro di ricognizione; nella seconda però Michael Schumacher commette un grave errore (mette la prima e spegne il motore) che lo costringe a ripartire dall'ultima fila.
Alla terza ed ultima partenza Häkkinen mantiene la prima posizione mentre Irvine supera Coulthard che viene sorpassato anche da Frentzen. Schumacher comincia la sua rimonta guadagnando 8 posizioni nel primo giro grazie anche ad una partenza mozzafiato; viene poi agevolato sia dalle due Benetton che lo lasciano passare facilmente per non perdere troppo terreno dai diretti avversari nel mondiale (Jordan e Williams), sia dal fratello Ralf. Al 3º giro (in cui si ritira Diniz) il ferrarista è già settimo: inizia quindi un duello con Hill che, pur essendo molto più lento di lui, resisterà per ben 12 tornate prima di effettuare il suo pit-stop.
Al 15º si ritira Ralf Schumacher tradito dal motore mentre nella tornata seguente il fratello maggiore passa Villeneuve per poi effettuare una brevissima sosta (6,8") che lo fa tornare in pista in 7ª posizione. Mentre Häkkinen e Irvine continuano il loro duello in testa, M. Schumacher viaggia velocissimo e nonostante un dritto al 22º giro (lo stesso in cui Verstappen saluta tutti dai box) riesce ad approdare addirittura fino al gradino più basso del podio dopo le soste di Coulthard e Frentzen. Tuttavia Häkkinen durante la gara ha accumulato quasi mezzo minuto di vantaggio sul tedesco e poco più di 6 secondi su Irvine che effettuerà pure una sosta in più; le ormai misere speranze della Ferrari vengono spente definitivamente dall'esplosione della ruota posteriore destra sulla vettura di Schumacher al 31º giro, che rende Häkkinen ufficialmente il campione del mondo di Formula 1 per il 1998 (la McLaren vince matematicamente anche il titolo costruttori).
Nonostante ciò il finlandese non si fa deconcentrare dalla notizia e vince con un buon margine su Irvine. Al terzo posto si piazza l'altro pilota della McLaren, Coulthard, bravo nello sfruttare l'abilità dei suoi meccanici e gli errori dei rivali, mentre nel finale la corsa viene ravvivata dal duello per il 4º posto tra Hill e Frentzen, vinto dal britannico che sorpassa la Williams all'ultimo giro proprio nell'ultima curva anche se con questa manovra non riesce a scalzare la Williams dal terzo posto della classifica costruttori; completa la zona punti il canadese Villeneuve. La McLaren ritorna a vincere sia il titolo piloti che quello costruttori dopo un digiuno di 7 anni dall'ultima doppietta mondiale con Ayrton Senna, mentre per la Mercedes furono i primi 2 titoli come motorista.

### Classifica
I risultati del Gran Premio sono stati i seguenti:
| Pos      | Nº | Pilota                | Costruttore/Motore  | Giri | Tempo/Ritiro                | Griglia | Punti |
| -------- | -- | --------------------- | ------------------- | ---- | --------------------------- | ------- | ----- |
| 1        | 8  | Mika Häkkinen         | McLaren-Mercedes    | 51   | 1h 27'22"535                | 2       | 10    |
| 2        | 4  | Eddie Irvine          | Ferrari             | 51   | +6"491                      | 4       | 6     |
| 3        | 7  | David Coulthard       | McLaren-Mercedes    | 51   | +27"662                     | 3       | 4     |
| 4        | 9  | Damon Hill            | Jordan-Mugen-Honda  | 51   | +1'13"491                   | 8       | 3     |
| 5        | 2  | Heinz-Harald Frentzen | Williams-Mecachrome | 51   | +1'13"857                   | 5       | 2     |
| 6        | 1  | Jacques Villeneuve    | Williams-Mecachrome | 51   | +1'15"867                   | 6       | 1     |
| 7        | 14 | Jean Alesi            | Sauber-Petronas     | 51   | +1'36"053                   | 12      |       |
| 8        | 5  | Giancarlo Fisichella  | Benetton-Playlife   | 51   | +1'41"302                   | 10      |       |
| 9        | 6  | Alexander Wurz        | Benetton-Playlife   | 50   | +1 giro                     | 9       |       |
| 10       | 15 | Johnny Herbert        | Sauber-Petronas     | 50   | +1 giro                     | 11      |       |
| 11       | 11 | Olivier Panis         | Prost-Peugeot       | 50   | +1 giro                     | 13      |       |
| 12       | 12 | Jarno Trulli          | Prost-Peugeot       | 48   | Motore                      | 14      |       |
| Ritirato | 22 | Shinji Nakano         | Minardi-Ford        | 40   | Acceleratore                | 20      |       |
| Ritirato | 3  | Michael Schumacher    | Ferrari             | 31   | Foratura (3º)               | 1       |       |
| Ritirato | 21 | Toranosuke Takagi     | Tyrrell-Ford        | 28   | Collisione con Tuero (15º)  | 17      |       |
| Ritirato | 23 | Esteban Tuero         | Minardi-Ford        | 28   | Collisione con Takagi (16º) | 21      |       |
| Ritirato | 18 | Rubens Barrichello    | Stewart-Ford        | 25   | Problema idraulico          | 16      |       |
| Ritirato | 19 | Jos Verstappen        | Stewart-Ford        | 21   | Cambio                      | 19      |       |
| Ritirato | 17 | Mika Salo             | Arrows              | 14   | Problema idraulico          | 15      |       |
| Ritirato | 10 | Ralf Schumacher       | Jordan-Mugen-Honda  | 13   | Motore (8º)                 | 7       |       |
| Ritirato | 16 | Pedro Diniz           | Arrows              | 2    | Testacoda (15º)             | 18      |       |

## Classifiche

### Piloti
| Pos. | Pilota                | Punti |
| ---- | --------------------- | ----- |
| 1    | Mika Häkkinen         | 100   |
| 2    | Michael Schumacher    | 86    |
| 3    | David Coulthard       | 56    |
| 4    | Eddie Irvine          | 47    |
| 5    | Jacques Villeneuve    | 21    |
| 6    | Damon Hill            | 20    |
| 7    | Heinz-Harald Frentzen | 17    |
| 8    | Alexander Wurz        | 17    |
| 9    | Giancarlo Fisichella  | 16    |
| 10   | Ralf Schumacher       | 14    |
| 11   | Jean Alesi            | 9     |
| 12   | Rubens Barrichello    | 4     |
| 13   | Mika Salo             | 3     |
| 14   | Pedro Diniz           | 3     |
| 15   | Johnny Herbert        | 1     |
| 15   | Jan Magnussen         | 1     |
| 15   | Jarno Trulli          | 1     |

### Costruttori
| Pos. | Team                | Punti |
| ---- | ------------------- | ----- |
| 1    | McLaren-Mercedes    | 156   |
| 2    | Ferrari             | 133   |
| 3    | Williams-Mecachrome | 38    |
| 4    | Jordan-Mugen-Honda  | 34    |
| 5    | Benetton-Playlife   | 33    |
| 6    | Sauber-Petronas     | 10    |
| 7    | Arrows              | 6     |
| 8    | Stewart-Ford        | 5     |
| 9    | Prost-Peugeot       | 1     |